# La Route au tabac
Pour plus de détails, voir Fiche technique et Distribution.
La Route au tabac (Tobacco Road) est un film américain réalisé par John Ford, sorti en 1941.
Il est inspiré du roman éponyme d'Erskine Caldwell (1937).

## Synopsis
La vie misérable des fermiers de la Route du tabac durant la Grande Dépression à la suite de la crise de 1929.

## Fiche technique
- Titre : La Route au tabac
- Titre original : Tobacco Road
- Réalisation : John Ford
- Scénario : Nunnally Johnson d'après la pièce de Jack Kirkland, elle-même inspirée du roman éponyme d'Erskine Caldwell
- Musique : David Buttolph
- Photographie : Arthur C. Miller
- Montage : Barbara McLean
- Production : Darryl F. Zanuck
- Société de production : Twentieth Century Fox
- Pays d'origine : États-Unis
- Langue : anglais
- Format : Noir et blanc - Mono - 35 mm
- Genre : Comédie dramatique
- Durée : 84 minutes
- Dates et lieux de tournage : de fin novembre 1940 à fin décembre 1940 à Sherwood Forest et Encino en Californie[2].
- Date de sortie : 20 février 1941

## Distribution
- Charley Grapewin : Jeeter Lester
- Marjorie Rambeau : Sœur Bessie Rice
- Gene Tierney : Ellie May Lester
- William Tracy : Dude Lester
- Elizabeth Patterson : Ada Lester
- Dana Andrews : Capitaine Tim Harmon
- Slim Summerville : Henry Peabody
- Ward Bond : Lov Bensey
- Grant Mitchell : George Payne
- Zeffie Tilbury : Mamie Lester
- Russell Simpson : Chef de la Police
- George Chandler : Employé de l'hôtel
- Spencer Charters
- Irving Bacon
- Harry Tyler
- Charles Halton
- Dorothy Adams (non créditée) : Secrétaire de Payne

## Production
C'est du producteur Darryl F. Zanuck que vient l'idée du film : après le succès des Raisins de la colère, il souhaite réunir une nouvelle fois le réalisateur John Ford et le scénariste Nunnally Johnson avec un film qui traite de « pauvres blancs ». Le film ne se base pas directement sur le roman d'Erskine Caldwell mais sur la pièce qu'en a tirée Jack Kirkland. Ford choisit de faire des fermiers géorgiens de l'histoire des Irlandais car étant d'origine irlandaise lui-même, il connait mieux leurs caractéristiques.

## Accueil critique
Selon Patrick Brion, il s'agit « [d']un des films les moins convaincants de John Ford » : William Tracy y est « ridicule et insupportable », Ward Bond est à la limite de la « parodie », Gene Tierney est « mal utilisée. » Seule la fin, lors du départ pour l'hospice et du retour des personnages de Jeeter et Ada Lester trouve grâce à ses yeux, amenant enfin de l'émotion. L'un des plus beaux plans du film est selon lui celui où Ellie May se regarde dans la voiture de Sister Bessie.
Le scénariste Nunnally Johnson a trouvé que le film était très mauvais, le problème venant selon lui du choix de faire des personnages des Irlandais. L'auteur Erskine Caldwell n'a jamais aimé le film non plus, jugeant l'histoire dénaturée par « les obligations morales de l'époque. »